# 鳳凰座χ
鳳凰座χ，又名CD-45 659，HD 12524、SAO 215739、HR 602，是鳳凰座的一颗恒星，视星等为5.14，位于銀經268.87，銀緯-67.48，其B1900.0坐标为赤經1h 57m 41.8s，赤緯-45° -67.48′ 42″。